# Tati Sumirah
Tati Sumirah (* 9. Februar 1952 in Jakarta; † 9. Februar 2020) war eine indonesische Badmintonspielerin.

## Karriere
Tati Sumirah gewann bei der zweiten Badminton-Weltmeisterschaft 1980 Bronze im Dameneinzel. Noch größere Erfolge feierte sie mit dem indonesischen Damenteam. Sie startete im Uber Cup 1972, 1975 und 1981 und erreichte mit der Mannschaft bei allen drei Veranstaltungen das Finale. In allen drei Fällen lautete der Finalgegner Japan. 1972 und 1981 unterlag Indonesien den Japanerinnen, 1975 konnte sich das Team aus Südostasien jedoch den Weltmeistertitel erkämpfen.

## Trivia
Unterschiedliche Quellen verwenden verschiedene Schreibweisen ihres Namens. So sind die Schreibweisen Taty oder Soemirah ebenso häufig anzutreffen wie Tati und Sumirah.